# ゴットフリート・ディーンスト
ゴットフリート・ディーンスト（Gottfried Dienst, 1919年9月9日 - 1998年6月1日）はスイス出身の元サッカー審判員である。

## 概要
1956年にFIFAのライセンスを取得しFIFA国際審判員として活動していた。副業は郵便局員。主に国内リーグのナショナルリーガで主審を務めた他、UEFAチャンピオンズカップでも主審を務め、1960-61シーズン決勝と1964-65シーズン決勝では主審も務めた。また、1962 FIFAワールドカップで主審を務めた他、1966 FIFAワールドカップでは決勝戦の審判も務めた。また、UEFA欧州選手権1968では決勝戦の主審も務めた。FIFAワールドカップ決勝とUEFA欧州選手権決勝の両方で主審を務めたのはゴットフリート・ディーンストとセルジオ・ゴネーラの二人だけである。

## 担当した主な国際大会

### 1962 FIFAワールドカップ
1962 FIFAワールドカップでは3試合で審判を担当した。
- 1次リーググループ3: ブラジル代表対メキシコ代表
- 1次リーググループ3: メキシコ代表対チェコスロバキア代表
- 準決勝: チェコスロバキア代表対ユーゴスラビア代表

### 1966 FIFAワールドカップ
1966 FIFAワールドカップでは2試合で審判を担当した。
- 1次リーググループ4: イタリア代表対チリ代表
- 決勝戦: イングランド代表対西ドイツ代表